# Balogh János (színművész)
Balogh János (Sopron, 1984. november 6. –) magyar színész, a szombathelyi Weöres Sándor Színház alapító tagja.

## Életpályája
19 éves koráig itt élt, itt érettségizett.
Fiatalon nem készült színésznek, de a szombathelyi Berzsenyi Dániel Főiskolán olyan embereket ismert meg, akik hozzá hasonlóan szerettek filmezni (ő maga is rendezett két filmet: az Aranypart és a Lépések címűt), a film világán keresztül pedig a színházakéval is megismerkedett. 

„Érdeklődésem a filmkészítés felé fordult, barátaimmal saját kedvtelésünkre rövidfilmeket készítettünk, majd később Szombathelyen a mozgókép szakirányos főiskolai barátokkal egyre több alkotásban közreműködtem színészként. Ekkor fogalmazódott meg bennem a gondolat, hogy szeretnék a színészettel komolyabban foglalkozni. A filmkészítésről sem mondtam le, alkotótársaimmal (Boros Ferenc, Csóka Miklós, Horváth Zoltán) többszörösen díjazott alkotásokat készítettünk (Villanás a végtelen időben: 36. Dunántúli Függetlenfilm Szemle különdíj, Faludi Nemzetközi Amatőrfilm Szemle kísérleti film kategória I. hely, 54. Országos Függetlenfilm Fesztivál különdíj, Aranypart: VII. Nemzetközi Super8mm Fesztivál legjobb magyar film, 55.Országos Függetlenfilm Fesztivál I. hely, 14. Országos Diák- és Ifjúsági Film- és Video Szemle különdíj, 37. Dunántúli Függetlenfilm Szemle I. hely).”

Ezekben az időkben (2006-tól) indult el a szombathelyi főiskolán a színészképzés is, Zsurzs Kati, majd Jordán Tamás irányításával, azzal a céllal, hogy az itteni oktatásban részt vevő hallgatókból kerüljenek ki a Weöres Sándor Színház társulatának ifjú színészei, így lett színinövendék.
Korábban sportoló szeretett volna lenni, de térdsérülése ebben megakadályozta, mindig is kedvelte az irodalmat, de a színészetre kezdetben csak egyfajta hobbiként tekintett. Később azonban, az új színház megnyitásakor az első előadásban, a 9700-ban már szerepelt is, igaz, ekkor még csak tömegjelenetekben. Ezután az idő múlásával egyre nagyobb feladatokat, sőt, később már főszerepeket is kapott. 
Első meghatározó szerepének A kis Lord című darabban a narrátor szerepét tartja, valamint az egyik esküdtét a Tizenkét dühös emberben. Vendégként játszott a szombathelyi Mesebolt Bábszínházban is. Alapítása óta a Weöres Sándor Színház társulatának tagja.

## Fontosabb színpadi szerepei
- Arisztophanész – Hamvai Kornél – Nádasdy Ádám: Lüzisztraté...Kolophon; Damasztabrosz
- William Shakespeare – Mohácsi István – Mohácsi János: Szentivánéji álom... Tordasi Barna (partjelző); A váltott gyerek
- William Shakespeare: Makrancos Kata, avagy a hárpia megzabolázása... Biondello; Józsi
- William Shakespeare: Ahogy tetszik... Le Beau; Maszlagi Alajos
- William Shakespeare: Vízkereszt vagy bánom is én... Orsino herceg, Illíria uralkodója
- William Shakespeare: Titus Andronicus... Quintus
- Nyikolaj Vasziljevics Gogol - Mohácsi testvérek: Revizor... Zahar Zaharovics Gyerzsimorda, rendőr
- Fjodor Mihajlovics Dosztojevszkij - Jeles András: A félkegyelmű... Gavrila
- Niccolò Machiavelli: Mandragóra... Siró Péter
- Carlo Goldoni: A főnök meg én meg a főnök... Silvio
- Benjamin Jonson: Volpone... Leone
- Heinrich von Kleist: Az eltört korsó... Walter, törvényszéki tanácsos
- George Orwell – Dömötör Tamás: Farm Bt. ... Bendzsi
- Victor Hugo – Jeles András: A nevető ember... Bíró I.; Serif
- Reginald Rose: Tizenkét dühös ember... 7. esküdt
- Ferdinand von Schirach: Terror... Las Koch, vádlott
- Oleg és Vlagyimir Presznyakov: Terrorizmus... 1. Férfi
- Frances Hodgson Burnett – Jeles András: A kis lord... Narrátor
- Bohumil Hrabal – Ivo Krobot: Szigorúan ellenőrzött vonatok... Miloš Hrma, forgalmista-gyakornok
- Petr Zelenka: Hétköznapi őrületek... Ales
- Martin McDonagh: A kripli... Billy
- Madách Imre: Az ember tragédiája... szereplő
- Jókai Mór: A kőszívű ember fiai... Baradlay Ödön
- Móricz Zsigmond: Rokonok... Imrike
- Barta Lajos: Szerelem... Ifj. Biky
- Weöres Sándor: A holdbéli csónakos... szereplő (Mesebolt Bábszínház)
- László Miklós: Illatszertár... Fiatalember; Öregúr
- Székely Csaba: Vitéz Mihály... Báthory András, bíboros, majd fejedelem; Sztojka, bojár; Egy főúr
- Jordán Tamás – Barták Balázs: A szentgotthárdi csata... Iszmail, török katona
- Dés László – Geszti Péter – Békés Pál: A dzsungel könyve... Maugli
- Várkonyi Mátyás – Miklós Tibor: Sztárcsinálók... Zodius; Hírnök
- Szirmai Albert – Bakonyi Károly – Geszti Péter – Mohácsi testvérek – Kovács Márton: Mágnás Miska ... Keserű Alajos báró; több szerep
- Joe Masteroff – Fred Ebb – John Kander: Kabaré... Vámtiszt, Vak, Tengerész
- Eugène Labiche: Olasz szalmakalap...Tardiveau
- Georges Feydeau – M. Desvalliéres: A tartalék tartalékos... Tivadar, (Koblinger unokaöccse)
- Georges Feydeau: Kézről kézre... Auguste
- Georges Feydeau: A hülyéje... Rédillon
- Georges Feydeau: Kis hölgy a Maximból... Mme Vidauban
- Georges Feydeau: Bolha a fülbe... Romain Tournel
- Neil Simon – Cy Coleman – Dorothy Fields: Sweet Charity... A kupleráj kielégíthetetlen vendége
- Eduardo De Filippo: Nem fizetek!... Mario Bertolini
- Stephen Sondheim: Félúton a fórum felé... Lucus
- Moritz Rinke: Vineta Köztársaság... Sebastian Färber
- Petr Zelenka: Hétköznapi őrületek... Ales
- Dennis Kelly: DNS... Tóth G.
- Cabaret A'la Carte... Pincér
- Czukor show... Operatőr 3.
- Aladdin... szereplő (Mesebolt Bábszínház)
- Tündérszép Ilona és Árgyélus királyfi... szereplő (Mesebolt Bábszínház)
- Hoppláda... szereplő (Mesebolt Bábszínház)
- Zalán Tibor: Hetvenhét... Boldizsár királyfi
- Egressy Zoltán – Dömötör Tamás: 9700... szereplő
- Sultz Sándor: Szakmák színháza... Jancsi, a tanítvány
- Sultz Sándor: Mérnökszínház, avagy a Bőröndrobogó és a Xanaxok... Jancsi
- Szigligeti Ede – Mohácsi István – Mohácsi János: Liliomfi... ifjú Schwartz
- Ion Luca Caragiale – Mohácsi István – Mohácsi János: Farsang avagy ez is mekkora egy tahó!... Nicu, önkéntes adóellenőr
- Dés László – Geszti Péter – Grecsó Krisztián: A Pál utcai fiúk... Az idősebb Pásztor
- Jacques Audiberti: Árad a gazság... Hadnagy
- Shakespeare a mellényzsebben... Peremi, feltaláló
- Martin McDonagh: Az inishmore-i hadnagy... Joey
- Fazekas Mihály – Váradi Szabolcs: Lúdas Matyi... Lúdas Matyi
- Móricz Zsigmond – Tóth Réka Ágnes: Kivilágos kivirradtig... Schöller Károly, patikussegéd
- Andrzej Saramonowicz: Tesztoszteron... Janis, a vőlegény bátyja, jogász

## Filmek, tv
- Aranypart (2007)[3]
- Lépések (2008)[4]
- Ó, mily igaz, ó, mily mulandó (2009)[5]
- Czukor Show (2010)... Vezérlő munkatárs
- Tűzvonalban (2010)...Lajos
- Nincs kegyelem (2016)
- Legyetek szeretettel (2023)...Dudás
- Haunting trophies (2023)... Ádám
- Hazatalálsz (2024) ...Fiatal dr. Pataki
- Drága örökösök – A visszatérés (2024) ...Harmonikás
- Beszélő trófeák (2024)...Ádám

## Díjai, elismerései
- Kiss Sándor Művészeti Díj  (2013)
- Opel Különdíj (2013)
- Los Angeles Film Award  Best Actor Honorable Mention (2023) Haunting trophies[6]
- Hollywood Blood Horror Festival Best Actor (2023) Haunting trophies[6]